# Araneus bispinosus
Araneus bispinosus es una especie de araña del género Araneus, tribu Araneini, familia Araneidae. Fue descrita científicamente por Keyserling en 1885.
Se distribuye por Estados Unidos. La especie se mantiene activa durante los meses de enero, febrero, marzo, abril, mayo, junio, julio y septiembre.